# Núcleo dorsal da rafe
O núcleo dorsal da rafe é uma parte do núcleo da rafe que consiste de subdivisões rostrais e caldais. Ele é rico em autoreceptores de serotonina 5-HT1a.